# Џулијус Њерере
Џулијус Камбараге Њерере (енгл. Julius Nyerere; Бутиама, 13. април 1922—Лондон, 14. октобар 1999) је био први председник независне Танзаније.
Отац му је био поглавица племена Занаки. Његово име на свахилију гласи Мвалиму са значењем учитељ. Са дванаест година креће у четворогодишњу основну школу у Мусоми коју је завршио за 3 године, а затим у средњу школу у Табори. Студирао је на Универзиету Мекере у Кампали након чега је три године предавао енглески и биологију у Табори. Стипендију за студију на Универзитету у Единбургу добио је 1949. године где је завршио студије економије и историје. Други је Африканац који је добио диплому ван Африке. Када су колонијалне власти сазнале за његово политичко деловање, добио је избор: или ће предавати или бити политичар. Једно и друго није могао бити. Један је од оснивача Организације афричког јединства. Он је спојио Тангањику и Занзибар у једно. Од 1964. до 1985. био је председник независне Танзаније. Био је афрички социјалиста, али његове реформе нису дале плода. Водио је сличну политику као и Кваме Нкрума. Дивио се афричким сељацима и људима који су живели на традиционалан начин. Године 1979, победио је Иди Амина у рату против Уганде. Више је путовао након 1985. него док је био председник. До 1990, је био на челу владајуће странке. Године 1985, у 63. години Њерере је рекао: "Нисам успео. Признајмо то". Овом се реченицом заувек опростио од политике. Последње велико дело било му је посредовање у сукобу у Бурундију 1996. године. Умро је у Лондону 1999. у 77. години живота од последица леукемије.
Џулијус Њерере је 15. марта 1985. постао почасни грађанин Београда.

## Рани живот

### Детињство: 1922–1934
Џулијус Камбараге Њерере је рођен 13. априла 1922. у Мвитонгу, подручју села Бутијама у Тангањскиној регији Мара. Он је био једно од 25 преживеле деце Нјерере Бурита, поглавара народа Занаки. Бурито је рођен 1860. године и добио је име „Нјерере“ („гусеница“ у занашком) након што је навала гусеничастих црва напала локално подручје у време његовог рођења. Бурито је постављен за поглавара 1915. године. На то место су га поставили немачки царски администратори тадашње Немачке источне Африке; његов положај такође је подржала наступајућа британска царска администрација. Бурито је имао 22 жене, од којих је Џулијусова мајка, Мугаја Нјанг'омбе, била пета. Она је била рођена је 1892. године, а за шефа се удала 1907. године, када је имала петнаест година. Мугаја је Буриту родила четири сина и четири ћерке, од којих је Њерере било друго дете; двоје његове браће и сестара умрло је у детињству.
Те супруге су живеле у разним колибама око Буритовог сточног простора, у чијем је средишту била његова округла кућа. Занаки су били једно од најмањих међу 120 племена у британској колонији, а затим су подељени међу осам поглаварстава; они су били уједињени само под краљевством поглавара Ванзагија Њерере, Буритовог полубрата, током 1960-тих година. Њеререов клан су сачињавали Абакибвизи. По рођењу, Њерере је добио лично име „Мугенди” („Вокер” у занашком), али је то убрзо промењено у „Камбариџ”, име женског духа кише, по савету омугабху гатаре. Њерере је одгајен у политеистичком систему веровања Занакија, и живео је у кући своје мајке, помажући у узгоју проса, кукуруза и тапиоке. Са осталим локалним дечацима такође је учествовао у чувању коза и говеда. У једном тренутку је прошао кроз традиционални занашки ритуал обрезивања у Габизурију. Као син поглавара, он је био изложен моћи и ауторитету којима се управљало Африком, а животом у комплексу развио је поштовање и разумевање заједничког живота, што ће утицати на његове касније политичке идеје.